# NGC 5153
NGC 5153 في الفهرس العام الجديد، هي مجرة، تقع في كوكبة الشجاع. اكتشفت في 8 مايو 1834 بواسطة جون هيرشل.

## روابط خارجية
- NGC 5153 على موقع ويكي سكاي: DSS2, SDSS, GALEX, IRAS, Hydrogen α, X-Ray, Astrophoto, Sky Map, Articles and images